# 長崎市立古賀小学校
長崎市立古賀小学校（ながさきしりつ こがしょうがっこう、Nagasaki City Koga Elementary School）は、長崎県長崎市松原町にある公立小学校。

## 概要
歴史
1875年（明治8年）に開校。2010年（平成20年）に創立135周年を迎えた。
校歌
作詞・作曲は戎木繁による。3番まであり、校名の「古賀」は1番に登場する。
校区
古賀町、つつじが丘1~5丁目、鶴の尾町、中里町、船石町、松原町

## 沿革
- 1875年（明治8年）6月 - 西彼杵郡古賀村向名字館（現・長崎市古賀町）[1]に「古賀小学校」が設置される。 
  - 後に「古賀尋常小学校」と改称。
- 1880年（明治13年）11月 - 向名字慶尚庵に校舎が完成し、移転。
- 1896年（明治29年）4月 - 高等科を併設し、「古賀尋常高等小学校」と改称。
- 1899年（明治32年）8月 - 高等科を廃止し、再び「古賀尋常小学校」と改称。
- 1901年（明治34年）9月 - 校舎新築により移転。
- 1903年（明治36年）4月 - 高等科を併設し、再び「古賀尋常高等小学校」と改称。
- 1941年（昭和16年）4月 - 国民学校令により、「古賀国民学校」と改称。
- 1947年（昭和22年）4月 - 学制改革（六・三制）の実施により、旧国民学校初等科が「古賀村立古賀小学校」、高等科が「古賀村立古賀中学校」[2]となる。
- 1955年（昭和30年）2月 - 町村合併[3]により、「東長崎町立古賀小学校」と改称。
- 1963年（昭和38年）4月 - 長崎市編入により、「長崎市立古賀小学校」（現校名）と改称。
- 1968年（昭和43年）4月 - 給食室が完成し、完全給食を実施。
- 1970年（昭和45年）7月 - 桐図書館が完成。
- 1981年（昭和56年）4月 - 創立100周年記念式典を挙行。
- 1983年（昭和58年）2月 - 創立100周年記念庭園が完成。
- 2001年（平成13年）9月 - パソコンを設置。
- 2003年（平成15年）8月 - 郷土資料室を整備。

## アクセス
最寄りの駅
- JR九州「肥前古賀駅」

最寄りのバス停
- 長崎県営バス「松原」バス停

最寄りの国道・県道
- 国道34号沿い - 学校のそばを長崎街道が通っている。

## 周辺
- 長崎市役所古賀地区市民センター（旧・長崎県立西陵高等学校東長崎分校）
- 長崎県警察長崎警察署古賀町交番
- 古賀八幡神社
- 毘沙神社

## 関連事項
- 長崎県小学校一覧